# آزس یکم

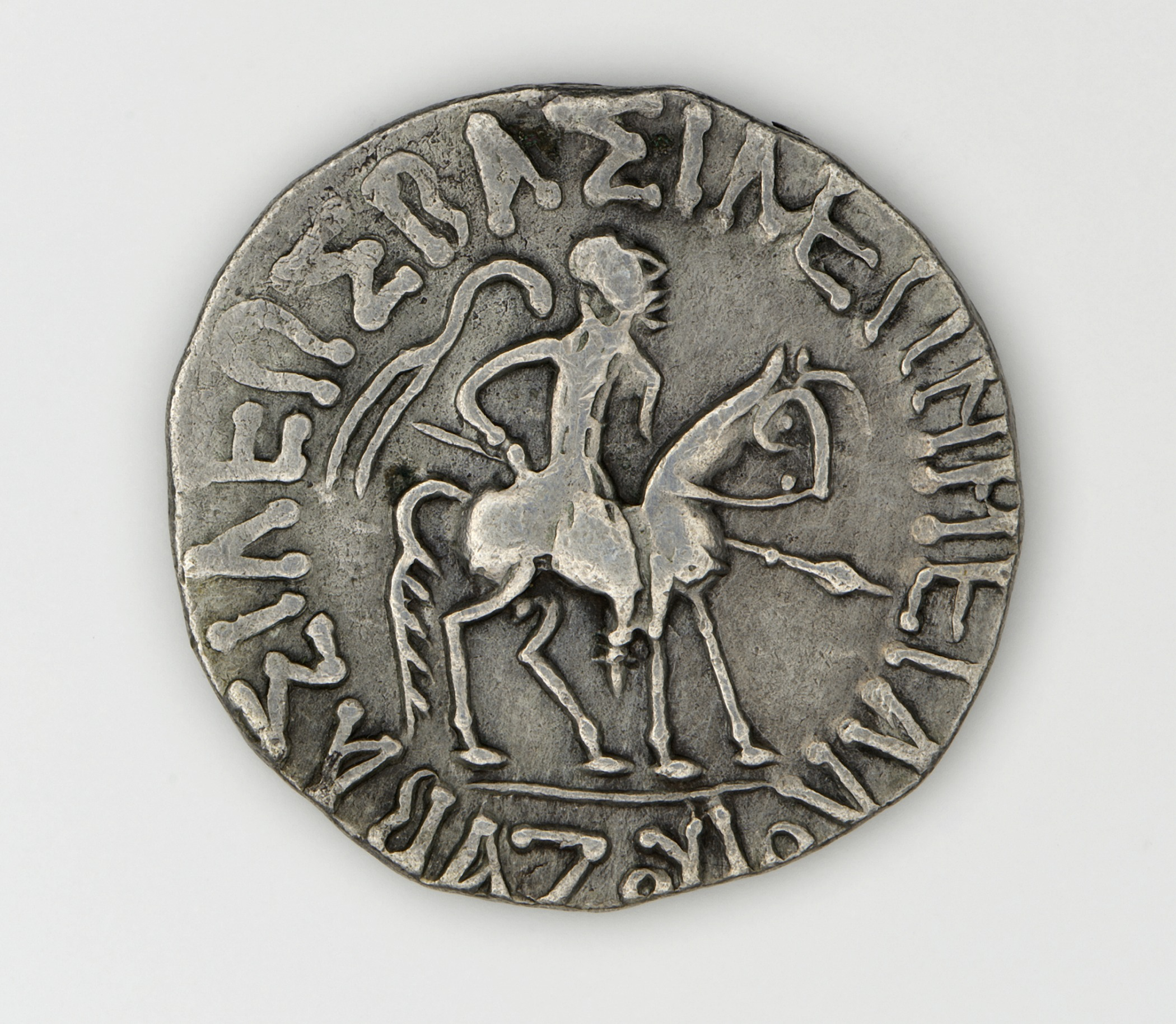

آزس یکم (یونانی: Ἄζης Azēs، به صورت ΑΖΟΥ Azou ; خروشتی: 𐨀𐨩 A-ya, Aya) فرمانروای پادشاهی هندوسکایی بود که در حدود سال‌های ۴۸/۴۷ پ. م - ۲۵ پ. م فرمانروایی می‌کرد و تسلط سکاها در شمال غربی هند را کامل کرد.

## نام
نام آزس بر روی سکه‌های او به شکل یونانی Azēs (Ἄζης) و خروشتی شکل Aya (𐨀𐨩)، است که هر دو از نام سکایی ختن *Aza، به معنی «رهبر» گرفته شدند.

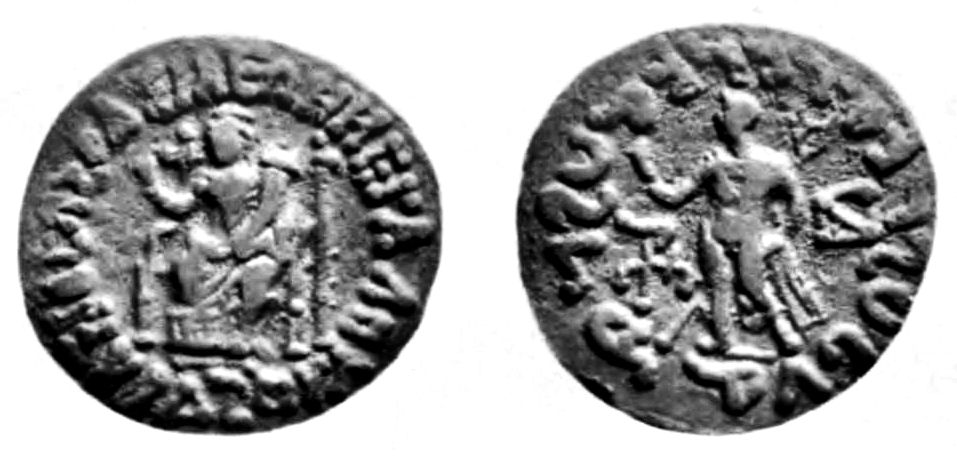
سکه‌های آزس با دمتر و هرمیس.

موگه و جانشینانش نواحی گنداره و همچنین منطقه ماتورا را از سال ۸۵ پیش از میلاد فتح کرده بودند و ساتراپ‌های شمالی را تشکیل دادند.